# Delphyre coeruslescens
Delphyre coeruslescens là một loài bướm đêm thuộc phân họ Arctiinae, họ Erebidae.